# Waldemar Tłokiński
Waldemar Zdzisław Tłokiński (ur. 15 października 1945 w Kamiennej Górze) – polski językoznawca i neurolog, profesor nauk humanistycznych, wykładowca akademicki, rektor szkół niepublicznych.

## Życiorys
Ukończył studia z zakresu filologii polskiej na Uniwersytecie Mikołaja Kopernika w Toruniu, po czym został zatrudniony w bibliotece uniwersyteckiej. W 1970 na Uniwersytecie Łódzkim uzyskał stopień naukowy doktora w oparciu o rozprawę zatytułowaną Studia nad składnią przynależności we współczesnym języku polskim. Odbył staże naukowe z zakresu neurolingwistyki na Moskiewskim Uniwersytecie Państwowym. W 1975 habilitował się na Uniwersytecie im. Adama Mickiewicza w Poznaniu na podstawie pracy Optymalizacja odbioru mowy w aspekcie teorii doświadczeń. 29 listopada 1989 otrzymał tytuł profesora nauk humanistycznych. W międzyczasie podjął studia medyczne ukończone w 1983 w Akademii Medycznej w Gdańsku. Uzyskiwał następnie specjalizacje I stopnia (1985, z neurologii) i II stopnia (1989, z rehabilitacji medycznej). Pracował w tym czasie w Wojewódzkim Szpitalu Psychiatryczno-Neurologicznym w Gdańsku, zajmując się rehabilitacją pacjentów z zaburzeniami mowy.
Jako naukowiec związany z Uniwersytetem Gdańskim. Był wicedyrektorem Instytutu Psychologii (1987–1989), dziekanem Wydziału Nauk Społecznych (1990–1996), w 1995 został kierownikiem Katedry Nauk o Poznaniu i Komunikacji. W latach 1999–2004 zajmował stanowisko rektora Gdańskiej Wyższej Szkoły Humanistycznej. Następnie objął tożsamą funkcję w Ateneum – Szkole Wyższej w Gdańsku. Był członkiem Centralnej Komisji ds. Stopni i Tytułów, powoływany do zespołów eksperckich przy ministrze edukacji oraz ministrze nauki i szkolnictwa wyższego. W pracy naukowej specjalizuje się w zagadnieniach związanych z językoznawstwem stosowanym, komunikacją społeczną i kliniczną, neurolingwistyką i rehabilitacją.
Powoływany na przewodniczącego Konferencji Rektorów Zawodowych Szkół Polskich.

## Odznaczenia i wyróżnienia
- Krzyż Oficerski Orderu Odrodzenia Polski (2011)[3]
- Krzyż Kawalerski Orderu Odrodzenia Polski (2002)[4]
- Medal Księcia Mściwoja II (2013)[5]